# Valeriya Zombkova
Valeriya Sombkova es una deportista rusa que compitió en taekwondo. Ganó una medalla de bronce en el Campeonato Europeo de Taekwondo de 1996 en la categoría de –43 kg.

## Palmarés internacional
| Campeonato Europeo | Campeonato Europeo   | Campeonato Europeo | Campeonato Europeo |
| Año                | Lugar                | Medalla            | Categoría          |
| ------------------ | -------------------- | ------------------ | ------------------ |
| 1996               | Helsinki (Finlandia) | Medalla de bronce  | –43 kg             |